# Seznam irskih dirkačev
Seznam irskih dirkačev.

## B
- Tommy Byrne (Formula One)

## D
- Derek Daly

## F
- Ralph Firman

## H
- Duncan Hamilton

## I
- Eddie Irvine

## K
- Joe Kelly (Formula One)
- Dave Kennedy

## N
- Andrew Nesbitt